# 긴테쓰 이코마선
이코마 선(일본어: 生駒線)은 일본 나라현 기타카쓰라기군 오지정의 오지역과 이코마시의 이코마 역까지를 잇는 긴키 닛폰 철도의 철도 노선이다.

## 노선 정보
- 노선 거리 (영업 거리) : 12.4 km
- 궤간 : 1435mm
- 역 수 : 12역 (기종점역 포함)
- 복선화 구간 : 히가시야마 역 - 하기노다이 역 간, 미나미이코마 역 - 이코마 역 간
- 전철화 구간 : 전 구간 전철화 (직류 1500V)
- 최고속도 : 65 km/h
- 폐색 방식 : 자동 폐색식

전 구간, 오사카 수송 총괄부의 관할이다.

## 역 목록
범례
선로 : ∥：복선, ∨…여기보다 위는 복선・여기 아래는 단선, ∧…여기보다 위는 단선・여기 아래는 복선, ◇…교환 가능, ｜… 단선 (교환 불가), ▽：여기보다 위는 복선・여기 아래는 단선행과 이코마 발착 열차 만교환 가능
| 역명         | 일어 역명 | 로마자 역명    | 역 번호 | 역간 거리 | 누계 거리 | 접속 노선                                                                                                | 선로 | 소재지         | 소재지   |
| ------------ | --------- | -------------- | ------- | --------- | --------- | --- | ---- | -------------- | -------- |
| 이코마       | 生駒      | Ikoma          | G17     | -         | 0.0       | 긴키 닛폰 철도 A 나라 선 (A17) · C 게이한나 선 (C27) · Y 이코마코사쿠 선 … (도리이마에 역) (Y17)         | ∥    | 이코마시       | 이코마시 |
| 나바타       | 菜畑      | Nabata         | G18     | 1.2       | 1.2       | | ∥    | 이코마시       | 이코마시 |
| 이치부       | 一分      | Ichibu         | G19     | 1.1       | 2.3       | | ∥    | 이코마시       | 이코마시 |
| 미나미이코마 | 南生駒    | Minami-Ikoma   | G20     | 1.2       | 3.5       | | ∨    | 이코마시       | 이코마시 |
| 하기노다이   | 萩の台    | Haginodai      | G21     | 1.0       | 4.5       | | ∧    | 이코마시       | 이코마시 |
| 히가시야마   | 東山      | Higashiyama    | G22     | 0.9       | 5.4       | | ▽    | 이코마시       | 이코마시 |
| 모토산조구치 | 元山上口  | Motosanjoguchi | G23     | 1.3       | 6.7       | | ｜   | 이코마군       | 헤구리정 |
| 헤구리       | 平群      | Heguri         | G24     | 1.2       | 7.9       | | ◇    | 이코마군       | 헤구리정 |
| 다쓰타가와   | 竜田川    | Tatsutagawa    | G25     | 1.4       | 9.3       | | ｜   | 이코마군       | 헤구리정 |
| 세야키타구치 | 勢野北口  | Seyakitaguchi  | G26     | 1.4       | 10.7      | | ｜   | 이코마군       | 산고정   |
| 시기산시타   | 信貴山下  | Shigisanshita  | G27     | 0.8       | 11.5      | | ◇    | 이코마군       | 산고정   |
| 오지         | 王寺      | Oji            | G28     | 0.9       | 12.4      | 긴키 닛폰 철도 I 다와라모토 선 … 신오지 역 (I42) 서일본 여객철도 간사이 본선 (야마토지 선) · 와카야마 선 | ◇    | 기타카쓰라기군 | 오지정   |